# 阿米蒂奇山
76°2′S 160°45′E / 76.033°S 160.750°E
阿米蒂奇山（英語：Mount Armytage），是南極洲的山峰，位於維多利亞地的斯科特海岸，海拔高度1,855米，處於史密斯山以西26公里，由英國探險隊繪入地圖，現時由南極條約體系管理。